# 張若錡
張若錡（英語：Angus Cheung，1996年5月25日—），前名張穎琪，出生於香港的模特兒。

## 個人歷程
- 香港模特兒，三圍 32D、22、34，身高 165cm，體重 42kg。
- 2011年開始模特兒工作，包括香港動漫節Game Girl，亦曾參與nowTV訪談節目及任網台客席主持等。
- 2019年推出個人寫真集《錡遇angus》，更分為高雄版及墾丁版，在港澳台三地發售，更獲邀當台灣綜藝節目嘉賓。
- 目前經常拍攝電影、劇集和綜藝、而且還有DJ演出。

## 演出

### 電視劇（ViuTV）
- 2019年：《黑市—黃牛》飾 野戰女

### 電視節目（ViuTV）
- 2019年：《臺灣文西 Only You》嘉賓[1]
- 2020年：《鬼同妳上位》參賽者
- 2021年：《賭命夫妻》嘉賓

## 個人作品

### 雜誌
- SEXY NUTS性感誌 7月號/2018第57期封面 （页面存档备份，存于）

### 專訪
- 毓罷不能 2018年8月20日專訪 （页面存档备份，存于）
- 東方日報 2017年11月30日專訪 （页面存档备份，存于）
- 像男生的性感女生 - Angus 張穎琪- Men Club 2016年12月9日專訪 （页面存档备份，存于）
- 東方日報 2016年11月1日專訪 （页面存档备份，存于）

## 外部連結
- 張若錡的Facebook專頁
- 張若錡的Instagram帳戶
- SEXY NUTS性感誌 7月號/2018第57期封面 （页面存档备份，存于）

1. ↑  背汪阿姐「作反」 羅家英打靚女屁股